# Rindsholm
Rindsholm er en landsby i Midtjylland med 258 indbyggere  (2024). Rindsholm er beliggende syv kilometer syd for Viborg og syv kilometer nord for Rødkærsbro. Landsbyen ligger i Region Midtjylland og hører til Viborg Kommune. Rindsholm er beliggende i Asmild Sogn.
Rindsholm Kro er opført som færgekro i 1315 og ligger ned til Vedsø.